# Leucostoma meridianum
Leucostoma meridianum är en tvåvingeart som först beskrevs av Camillo Rondani 1868.  Leucostoma meridianum ingår i släktet Leucostoma och familjen parasitflugor. Arten är reproducerande i Sverige. Inga underarter finns listade i Catalogue of Life.